# Langton Herring
Langton Herring è un villaggio e parrocchia civile dell'Inghilterra, appartenente alla contea del Dorset.